# سهام بن ناصر
سهام بن ناصر (من مواليد 08 أغسطس 1983) لاعبة تنس جزائرية سابقة. شاركت في كأس الاتحاد الفيدرالي .

## نهائيات الـ ITF للناشئين
| الضربات العنيفة الكبرى |
| فئة GA                 |
| الفئة G1               |
| الفئة G2               |
| الفئة G3               |
| الفئة G4               |
| الفئة G5               |

### نهائيات الفردي (2-2)
| نتيجة         | لا. | تاريخ              | المسابقة          | سطح - المظهر الخارجي | الخصم           | أحرز هدفا   |
| ------------- | --- | ------------------ | ----------------- | -------------------- | --------------- | ----------- |
| الفائز        | 1.  | 30 آب / أغسطس 1997 | دمشق ، سوريا      | طين                  | ناتاشا بروكنر   | 6-3 6-1     |
| المركز الثاني | 2.  | 28 يونيو 1998      | المحمدية ، المغرب | طين                  | مريم الحداد     | 3-6 3-6     |
| المركز الثاني | 3.  | 29 أغسطس 1998      | دمشق ، سوريا      | طين                  | فيريل الصغير    | 3-6 4-6     |
| الفائز        | 4.  | 26 يونيو 1999      | المحمدية ، المغرب | طين                  | إيزابيل كوليشون | 6-2 0-6 7-5 |

| نتيجة         | لا. | تاريخ                 | المسابقة               | سطح - المظهر الخارجي | شريك           | المعارضين في المباراة النهائية            | يسجل في النهائي |
| الفائز        | 1.  | 21 آب / أغسطس 1998    | الجيزة ، مصر           | طين                  | فيريل الصغير   | يمنى فريد </br> دينا خليل                 | 7-5 ، 6-2       |
| الفائز        | 2.  | 29 أغسطس 1998         | دمشق ، سوريا           | طين                  | فيريل الصغير   | مي قباني </br> دينا خليل                  | 6-3 6-2         |
| الفائز        | 3.  | 6 أيلول / سبتمبر 1998 | بيروت ، لبنان          | طين                  | فيريل الصغير   | ستيفاني بالزيرت </br> تانيا هيرشوير       | 7-5 6-3         |
| الفائز        | 4.  | 26 يونيو 1999         | المحمدية ، المغرب      | طين                  | راديكا تولبولي | إلسا أوريان </br> إيزابيل كوليشون         | 6-2 6-2         |
| الفائز        | 5.  | 04 يوليو 1999         | الدار البيضاء ، المغرب | طين                  | راديكا تولبولي | إلسا أوريان </br> نداء وسيم               | 7-5 6-7 6-3     |
| الفائز        | 6.  | 17 مارس 2000          | الجزائر ، الجزائر      | طين                  | فيريل الصغير   | سناء بن صلاح </br> جميلة خالدي            | 6-7 6-2 6-0     |
| المركز الثاني | 7.  | 25 يونيو 2000         | المحمدية ، المغرب      | طين                  | جيسيكا         | ليندا سموليناكوفا </br> دومينيك فان بويكل | 4-6 3-6         |

## روابط خارجية
- سهام بن ناصر على موقع رابطة محترفات التنس (الإنجليزية)
- سهام بن ناصر على موقع الاتحاد الدولي لكرة المضرب (الإنجليزية)
- سهام بن ناصر على موقع كأس بيلي جين كينغ (الإنجليزية)
- سهام بن ناصر على موقع خلاصة التنس.كوم (الإنجليزية)
- Siham-Soumeya Ben Nacer على موقع رابطة محترفات كرة المضرب
- Siham-Soumeya Ben Nacer في موقع الاتحاد الدولي لكرة المضرب
- Siham-Soumeya Ben Nacer في كأس فيد